# HD 4775
HD 4775，又名BD+63 99，SAO 11424、HR 233，是一颗恒星，视星等为5.39，位于銀經122.85，銀緯1.38，其B1900.0坐标为赤經0h 44m 39.2s，赤緯+63° 1.38′ 11″。